# 兰香草
兰香草（学名：Caryopteris incana），为唇形科莸属下的一个种。

## 变种
兰香草有如下变种：
- （原变种）[4][5]
- 狭叶兰香草[6][7]